# 2016–2017-es magyar férfi vízilabda-bajnokság (első osztály)
A 2016-2017-es magyar férfi vízilabda-bajnokság (hivatalosan E.ON férfi OB I) a legrangosabb és legmagasabb szintű vízilabdaverseny Magyarországon. A pontversenyt 111. alkalommal a Magyar Vízilabda-szövetség írta ki és 16 csapat részvételével bonyolította le.
A címvédő a Szolnoki Dózsa-KÖZGÉP volt.

## A bajnokságban szereplő csapatok
A Magyar Vízilabda-szövetség 2016. június 28-i döntése értelmében az első osztályú bajnokság létszáma nem változik, marad az előző idényben bevezetett 16 csapatos kiírás. Az élvonalban szerepel a 2015–16-os kiírásban utolsó helyen végzett KSI, mert a másodosztály bajnokát, a UVSE második csapat nem válthatott osztályt, ugyanis a szövetség vezetői testülete szerint egy klub egy csapatot versenyeztethet ugyanabban az osztályban. Az OB I/B-ben másodikként végző Neptun VSC nem tudta vállalni az indulást, így a bajnokság mezőnye változatlan maradt az előző évihez képest.
| A csapat neve              | A csapat székhelye      | 2015–16 |
| -------------------------- | ----------------------- | ------- |
| MKB-Euroleasing-BVSC-Zugló | Budapest, Zugló         | 5.      |
| Debreceni VSE              | Debrecen                | 9.      |
| ZF-Eger                    | Eger                    | 2.      |
| FTC PQS Waterpolo          | Budapest, Ferencváros   | 4.      |
| Kaposvári VK               | Kaposvár                | 11.     |
| KSI SE                     | Budapest, Margit-sziget | 16.     |
| PannErgy-MVLC              | Miskolc                 | 10.     |
| A HÍD-OSC-Újbuda           | Budapest, Újbuda        | 3.      |
| PVSK-Mecsek Füszért        | Pécs                    | 14.     |
| Racionet Honvéd            | Budapest, Kispest       | 8.      |
| CONTITECH Szeged DIAPÓLÓ   | Szeged                  | 6.      |
| Metalcom-Szentes           | Szentes                 | 12.     |
| Szolnoki Dózsa-KÖZGÉP      | Szolnok                 | 1.      |
| EBP Tatabánya              | Tatabánya               | 15.     |
| UVSE                       | Budapest, Margit-sziget | 13.     |
| VasasPlaket                | Budapest, Angyalföld    | 7.      |

## Sorsolás
A sorsolásra 2016. augusztus 22-én, 12:00 órakor került sor az MVLSZ székházában. A csapatok a 2015/2016. évi bajnokság helyezéseit figyelembe véve páronként (3-4, 5-6, 7-8,…) kerülnek kisorsolásra az ”A” vagy a ”B”csoportba. A bajnokság rendszere és a lebonyolítása sem változott jelentősen az előző évihez képest.
Ennek megfelelően a férfi ob I.-es bajnokság mezőnye:
A csoport
- Szolnoki Dózsa-KÖZGÉP
- A HÍD-OSC-Újbuda
- CONTITECH Szeged DIAPÓLÓ
- VasasPlaket
- Debreceni VSE
- Metalcom-Szentes
- PVSK-Mecsek Füszért
- KSI SE

B csoport
- ZF-Eger
- FTC PQS Waterpolo
- MKB-Euroleasing-BVSC-Zugló
- Racionet Honvéd
- PannErgy-Miskolci VLC
- Kaposvári VK
- UVSE
- EBP Tatabánya

## A bajnokság rendszere
A bajnokságot 16 csapat részvételével rendezik meg, és három fő részből áll: az alapszakaszból, a középszakaszból és az egyes helyezésekről döntő rájátszásból.

### Az alapszakasz
A bajnokság alapszakasza őszi és tavaszi szezonból áll, melynek során a csapatok két csoportban (8 csapat) körmérkőzéses rendszerben, a sorsolás szerinti sorrendben és pályaválasztói joggal egymás ellen két mérkőzést játszanak. A bajnoki mérkőzések győztes csapatai három pontot kapnak, döntetlen esetén mindkét csapat egy-egy pontot kap. Vereség esetén nem jár pont.
Az alapszakasz végső sorrendjét a bajnoki mérkőzéseken szerzett pontszámok összege határozza meg. Az első helyen a legtöbb, míg az utolsó, a 8. helyen a legkevesebb pontszámot szerzett egyesület végez. Pontegyenlőség esetén a bajnoki sorrendet az alábbi rendszer szerint határozzák meg:
Két csapat azonos pontszáma esetén
1. az egymás ellen játszott bajnoki mérkőzések pontkülönbsége
2. az egymás ellen játszott bajnoki mérkőzések gólkülönbsége
3. az alapszakaszbeli összes bajnoki mérkőzés gólkülönbsége
4. az alapszakaszbeli összes bajnoki mérkőzésen szerzett több gól
5. sorsolás

Három vagy több csapat azonos pontszáma esetén
1. az azonos pontszámú csapatok egymás elleni eredményéből számított „kisbajnokság” pontkülönbsége
2. azonos pontszám esetén a „kisbajnokság” gólkülönbsége
3. az alapszakaszbeli összes bajnoki mérkőzés gólkülönbsége
4. az alapszakaszbeli összes bajnoki mérkőzésen szerzett több gól
5. sorsolás

### A középszakasz
Az „A” és a „B” csoport 1-4., 5-8. helyezett csapatai egy oda-vissza mérkőzést játszanak egymással. A bajnoki mérkőzések győztes csapatai három pontot kapnak, döntetlen esetén mindkét csapat egy-egy pontot kap. Vereség esetén nem jár pont. A csapatok az alapszakasz mérkőzésein szerzett összes pontjukat magukkal viszik.
Az középszakasz végső sorrendjét a bajnoki mérkőzéseken szerzett pontszámok összege határozza meg. Az első helyen a legtöbb, míg az utolsó, a 8. helyen a legkevesebb pontszámot szerzett egyesület végez. Pontegyenlőség esetén a bajnoki sorrendet az alábbi rendszer szerint határozzák meg:
Két csapat azonos pontszáma esetén
1. az egymás ellen játszott bajnoki mérkőzések pontkülönbsége
2. az egymás ellen játszott bajnoki mérkőzések gólkülönbsége
3. az alapszakaszbeli összes bajnoki mérkőzés gólkülönbsége
4. az alapszakaszbeli összes bajnoki mérkőzésen szerzett több gól
5. sorsolás

Három vagy több csapat azonos pontszáma esetén
1. az azonos pontszámú csapatok egymás elleni eredményéből számított „kisbajnokság” pontkülönbsége
2. azonos pontszám esetén a „kisbajnokság” gólkülönbsége
3. az alapszakaszbeli összes bajnoki mérkőzés gólkülönbsége
4. az alapszakaszbeli összes bajnoki mérkőzésen szerzett több gól
5. sorsolás

### A rájátszás
A középszakaszban kialakult sorrend alapján a csapatok helyosztó mérkőzéseket az alábbi csoportok szerint játsszák:
Rájátszás I.:
Az 1-4, 2-3, 5-8, 6-7, 9-12, 10-11, 13-16, 14-15 párosításban páros mérkőzést játszanak hét megszerzett pontig. A csapatok az egymás elleni eredményeiket magukkal hozzák.
Rájátszás II.:
A rájátszás I. szakasza után:
- Az 1-4, és a 2-3 párharcok győztesei három győzelemig tartó páros mérkőzést játszanak a bajnoki címért.
- Az 1-4, és a 2-3 párharcok vesztesei két győzelemig tartó páros mérkőzést játszanak a 3. és 4. helyezésért.
- Az 5-8, és a 6-7 párharcok győztesei két győzelemig tartó páros mérkőzést játszanak az 5. és 6. helyezésért.
- Az 5-8, és a 6-7 párharcok vesztesei két győzelemig tartó páros mérkőzést játszanak a 7. és 8 helyezésért.
- A 9-12, és a 10-11 párharcok győztesei két győzelemig tartó páros mérkőzést játszanak a 9. és 10. helyezésért.
- A 9-12, és a 10-11 párharcok vesztesei két győzelemig tartó páros mérkőzést játszanak a 11. és 12 helyezésért.
- A 13-16, és a 14-15 párharcok győztesei két győzelemig tartó páros mérkőzést játszanak a 13. és 14. helyezésért.
- A 13-16, és a 14-15 párharcok vesztesei két győzelemig tartó páros mérkőzést játszanak a 15. és 16 helyezésért.

Az MVLSZ Elnöksége, amennyiben élni kíván ezzel a lehetőséggel, jogosult kijelölni a bajnoki döntő helyszínét. A rájátszás mérkőzésein döntetlen eredmény nem születhet, a mérkőzést döntésig kell játszani. A rájátszásban minden győzelem 3 pontot ért, a vesztes nem kap pontot. A páros mérkőzések esetén az első mérkőzés pályaválasztója mindig a középszakaszban jobb helyezést elért csapat. A további mérkőzéseken a pályaválasztói jog az előző mérkőzésekhez képest felcserélődik.

## Az alapszakasz

### A csoport
| #  | Csapat                   | M  | GY | D | V  | G+ – G– | GK   | P  | Megjegyzések          |
| -- | ------------------------ | -- | -- | - | -- | ------- | ---- | -- | --------------------- |
| 1. | Szolnoki Dózsa-KÖZGÉPCV  | 14 | 13 | 0 | 1  | 214–91  | +123 | 39 | Feljutás a felsőházba |
| 2. | A HÍD-OSC-Újbuda         | 14 | 11 | 2 | 1  | 191–117 | +74  | 35 | Feljutás a felsőházba |
| 3. | Contitech Szeged Diapóló | 14 | 7  | 5 | 2  | 148–110 | +38  | 26 | Feljutás a felsőházba |
| 4. | VasasPLAKET              | 14 | 7  | 1 | 6  | 135–143 | −8   | 22 | Feljutás a felsőházba |
| 5. | PVSK-Mecsek Füszért      | 14 | 6  | 2 | 6  | 125–149 | −24  | 20 | Kiesés az alsóházba   |
| 6. | Debreceni VSE            | 14 | 4  | 1 | 9  | 119–159 | −40  | 13 | Kiesés az alsóházba   |
| 7. | Metalcom-Szentes         | 14 | 2  | 1 | 11 | 89–162  | −73  | 7  | Kiesés az alsóházba   |
| 8. | KSI SE                   | 14 | 0  | 0 | 14 | 86–176  | −90  | 0  | Kiesés az alsóházba   |

Utolsó frissítés: 2017. október 20. 
Forrás: Magyar vízilabda-szövetség 
A rangsorolás alapszabályai: 1. összpontszám, 2. egymás elleni mérkőzések pontkülönbsége, 3. egymás elleni mérkőzések gólkülönbsége, 4. gólkülönbség, 5. szerzett gólok száma, 6. sorsolás.
(B): Bajnokcsapat, (K): Kieső csapat, (F): Feljutó csapat, (I): Kupainduló, (R): A rájátszás győztese, (KGY): Kupagyőztes

### B csoport
| #  | Csapat                     | M  | GY | D | V  | G+ – G– | GK  | P  | Megjegyzések          |
| -- | -------------------------- | -- | -- | - | -- | ------- | --- | -- | --------------------- |
| 1. | ZF-Eger                    | 14 | 13 | 1 | 0  | 179–99  | +80 | 40 | Feljutás a felsőházba |
| 2. | FTC PQS Waterpolo          | 14 | 10 | 3 | 1  | 163–97  | +66 | 33 | Feljutás a felsőházba |
| 3. | PannErgy-MVLC              | 14 | 8  | 3 | 3  | 135–122 | +13 | 27 | Feljutás a felsőházba |
| 4. | MKB-Euroleasing-BVSC-Zugló | 14 | 6  | 2 | 6  | 112–120 | −8  | 20 | Feljutás a felsőházba |
| 5. | Racionet Honvéd            | 14 | 6  | 2 | 6  | 125–118 | +7  | 20 | Kiesés az alsóházba   |
| 6. | Kaposvári VK               | 14 | 3  | 0 | 11 | 120–164 | −44 | 9  | Kiesés az alsóházba   |
| 7. | UVSE                       | 14 | 2  | 1 | 11 | 117–174 | −57 | 7  | Kiesés az alsóházba   |
| 8. | EBP Tatabánya              | 14 | 1  | 2 | 11 | 105–162 | −57 | 5  | Kiesés az alsóházba   |

Utolsó frissítés: 2017. október 20. 
Forrás: Magyar vízilabda-szövetség 
A rangsorolás alapszabályai: 1. összpontszám, 2. egymás elleni mérkőzések pontkülönbsége, 3. egymás elleni mérkőzések gólkülönbsége, 4. gólkülönbség, 5. szerzett gólok száma, 6. sorsolás.
(B): Bajnokcsapat, (K): Kieső csapat, (F): Feljutó csapat, (I): Kupainduló, (R): A rájátszás győztese, (KGY): Kupagyőztes

### A csoport
| Hazai \ Vendég1          | OSC   | SZEG  | DVSE  | KSI  | SZEN | PVSK  | SZOL | VAS   |
| A HÍD-OSC-Újbuda         |       | 11–11 | 14–12 | 15–7 | 17–7 | 15–5  | 7–11 | 16–11 |
| CONTITECH Szeged DIAPÓLÓ | 10–10 |       | 11–6  | 15–5 | 15–7 | 11–11 | 6–11 | 11–11 |
| Debreceni VSE            | 7–19  | 5–9   |       | 12–9 | 14–6 | 6–8   | 7–23 | 7–8   |
| KSI SE                   | 4–17  | 7–11  | 7–12  |      | 3–7  | 10–14 | 4–16 | 8–16  |
| Metalcom-Szentes         | 5–16  | 5–5   | 7–9   | 7–6  |      | 7–11  | 4–14 | 6–11  |
| PVSK-Mecsek Füszért      | 9–10  | 5–13  | 8–8   | 8–4  | 9–8  |       | 8–15 | 11–7  |
| Szolnoki Dózsa-KÖZGÉP    | 11–14 | 11–8  | 19–4  | 16–6 | 20–6 | 21–5  |      | 14–3  |
| VasasPlaket              | 7–10  | 5–12  | 11–10 | 10–6 | 12–7 | 14–13 | 9–12 |       |

Utolsó felvett mérkőzés dátuma: 2017. október 20. 
Forrás: Magyar Vízilabda-szövetség 
1A hazai csapatok a bal oldali oszlopban szerepelnek.
Színek: Zöld = hazai győzelem; Sárga = döntetlen; Piros = vendéggyőzelem.
 

### B csoport
| Hazai \ Vendég1            | BVSC  | EGER | FTC   | KAP   | MVLC  | HON   | TVSE  | UVSE  |
| MKB-Euroleasing-BVSC-Zugló |       | 7–11 | 6–6   | 12–10 | 6–10  | 8–9   | 8–7   | 13–12 |
| ZF-Eger                    | 10–7  |      | 10–10 | 13–5  | 16–8  | 11–7  | 15–6  | 18–5  |
| FTC PQS Waterpolo          | 11–6  | 7–13 |       | 19–10 | 12–4  | 11–6  | 18–4  | 10–5  |
| Kaposvári VK               | 7–6   | 8–12 | 9–15  |       | 7–13  | 10–11 | 17–11 | 12–8  |
| PannErgy-MVLC              | 5–5   | 7–10 | 7–7   | 12–8  |       | 9–7   | 12–9  | 13–7  |
| Racionet Honvéd            | 7–9   | 5–8  | 8–12  | 12–5  | 11–11 |       | 9–7   | 17–6  |
| EBP Tatabánya              | 11–12 | 9–15 | 4–9   | 8–6   | 5–11  | 4–4   |       | 11–11 |
| UVSE                       | 4–7   | 8–17 | 5–16  | 12–6  | 12–13 | 7–12  | 15–9  |       |

Utolsó felvett mérkőzés dátuma: 2017. október 20. 
Forrás: Magyar Vízilabda-szövetség 
1A hazai csapatok a bal oldali oszlopban szerepelnek.
Színek: Zöld = hazai győzelem; Sárga = döntetlen; Piros = vendéggyőzelem.
 

## A középszakasz

### Felsőház
| #  | Csapat                     | M | GY | D | V | DG–KG  | GK  | P  | Megjegyzések               |
| -- | -------------------------- | - | -- | - | - | ------ | --- | -- | -------------------------- |
| 1. | ZF-Eger                    | 8 | 7  | 0 | 1 | 95–63  | 32  | 61 | Rájátszás a bajnoki címért |
| 2. | Szolnoki Dózsa-KÖZGÉPCV    | 8 | 7  | 0 | 1 | 108–47 | 61  | 60 | Rájátszás a bajnoki címért |
| 3. | A HÍD-OSC-Újbuda           | 8 | 5  | 0 | 3 | 76–73  | 3   | 50 | Rájátszás a bajnoki címért |
| 4. | FTC PQS Waterpolo          | 8 | 3  | 1 | 4 | 71–78  | -7  | 43 | Rájátszás a bajnoki címért |
| 5. | PannErgy-MVLC              | 8 | 2  | 1 | 5 | 78–101 | -23 | 34 | Rájátszás az 5-8. helyért  |
| 6. | MKB-Euroleasing-BVSC-Zugló | 8 | 4  | 1 | 3 | 74–86  | -12 | 33 | Rájátszás az 5-8. helyért  |
| 7. | Contitech Szeged Diapóló   | 8 | 0  | 2 | 6 | 78–101 | -23 | 28 | Rájátszás az 5-8. helyért  |
| 8. | VasasPLAKET                | 8 | 1  | 1 | 6 | 66–97  | -31 | 26 | Rájátszás az 5-8. helyért  |

### Mérkőzések
A fordulók eredményei a jobb oldali szövegre kattintva nyitható/csukható.
| 1. forduló                               |       |               |
| Hivatalos mérkőzésnap: 2017. február 22. |       |               |
| Szolnok                                  | 17–5  | BVSC          |
| FTC                                      | 10–10 | Szeged        |
| A HÍD-OSC-Újbuda                         | 10–7  | PannErgy-MVLC |
| ZF-Eger                                  | 15-3  | VasasPLAKET   |

| 2. forduló                               |      |               |
| Hivatalos mérkőzésnap: 2017. február 25. |      |               |
| BVSC                                     | 13–9 | Szeged        |
| Szolnok                                  | 14–2 | FTC           |
| VasasPLAKET                              | 7–8  | PannErgy-MVLC |
| A HÍD-OSC-Újbuda                         | 6–9  | ZF-Eger       |

| 3. forduló                              |       |             |
| Hivatalos mérkőzésnap: 2017. március 4. |       |             |
| Szeged                                  | 13–16 | ZF-Eger     |
| PannErgy-MVLC                           | 6–17  | Szolnok     |
| FTC                                     | 13–8  | VasasPLAKET |
| A HÍD-OSC-Újbuda                        | 9–8   | BVSC        |

| 4. forduló                              |       |                  |
| Hivatalos mérkőzésnap: 2017. március 8. |       |                  |
| FTC                                     | 8–9   | A HÍD-OSC-Újbuda |
| Szolnok                                 | 11–7  | ZF-Eger          |
| PannErgy-MVLC                           | 17–11 | Szeged           |
| BVSC                                    | 14–8  | VasasPLAKET      |

| 5. forduló                               |       |                  |
| Hivatalos mérkőzésnap: 2017. március 18. |       |                  |
| Szeged                                   | 7–9   | FTC              |
| BVSC                                     | 5–16  | Szolnok          |
| VasasPLAKET                              | 10–14 | ZF-Eger          |
| PannErgy-MVLC                            | 9–14  | A HÍD-OSC-Újbuda |

| 6. forduló                               |       |                  |
| Hivatalos mérkőzésnap: 2017. március 25. |       |                  |
| ZF-Eger                                  | 10–6  | A HÍD-OSC-Újbuda |
| FTC                                      | 6–13  | Szolnok          |
| PannErgy-MVLC                            | 11–15 | VasasPLAKET      |
| Szeged                                   | 7–8   | BVSC             |

| 7. forduló                               |       |                  |
| Hivatalos mérkőzésnap: 2017. március 29. |       |                  |
| Szolnok                                  | 15–8  | PannErgy-MVLC    |
| ZF-Eger                                  | 16–9  | Szeged           |
| VasasPLAKET                              | 6–13  | FTC              |
| BVSC                                     | 12–11 | A HÍD-OSC-Újbuda |

| 8. forduló                              |       |               |
| Hivatalos mérkőzésnap: 2017. április 1. |       |               |
| VasasPLAKET                             | 9–9   | BVSC          |
| Szeged                                  | 12–12 | PannErgy-MVLC |
| ZF-Eger                                 | 8–5   | Szolnok       |
| A HÍD-OSC-Újbuda                        | 11–10 | FTC           |

### Alsóház
| #  | Csapat              | M | GY | D | V | DG–KG  | GK  | P  | Megjegyzések               |
| -- | ------------------- | - | -- | - | - | ------ | --- | -- | -------------------------- |
| 1. | Racionet Honvéd     | 8 | 7  | 1 | 0 | 97–68  | 29  | 42 | Rájátszás a 9-12. helyért  |
| 2. | PVSK-Mecsek Füszért | 8 | 3  | 1 | 4 | 71–69  | 2   | 30 | Rájátszás a 9-12. helyért  |
| 3. | Kaposvári VK        | 8 | 6  | 2 | 0 | 97–75  | 22  | 29 | Rájátszás a 9-12. helyért  |
| 4. | Debreceni VSE       | 8 | 3  | 2 | 3 | 93–82  | 11  | 24 | Rájátszás a 9-12. helyért  |
| 5. | UVSE                | 8 | 5  | 0 | 3 | 81–77  | 4   | 22 | Rájátszás a 13-16. helyért |
| 6. | EBP Tatabánya       | 8 | 3  | 0 | 5 | 72–78  | -6  | 14 | Rájátszás a 13-16. helyért |
| 7. | Metalcom-Szentes    | 8 | 1  | 0 | 7 | 68–96  | -28 | 10 | Rájátszás a 13-16. helyért |
| 8. | KSI SE              | 8 | 1  | 0 | 7 | 66–100 | -34 | 3  | Rájátszás a 13-16. helyért |

### Mérkőzések
A fordulók eredményei a jobb oldali szövegre kattintva nyitható/csukható.
| 1. forduló                               |      |           |
| Hivatalos mérkőzésnap: 2017. február 22. |      |           |
| Debreceni VSE                            | 17–9 | UVSE      |
| PVSK                                     | 11–6 | Tatabánya |
| Kaposvári VK                             | 11–5 | Szentes   |
| Honvéd                                   | 11-9 | KSI SE    |

| 2. forduló                               |       |               |
| Hivatalos mérkőzésnap: 2017. február 25. |       |               |
| Tatabánya                                | 15–13 | Szentes       |
| Honvéd                                   | 11–10 | Debreceni VSE |
| KSI SE                                   | 6-15  | UVSE          |
| PVSK                                     | 12–13 | Kaposvári VK  |

| 3. forduló                              |       |               |
| Hivatalos mérkőzésnap: 2017. március 4. |       |               |
| Tatabánya                               | 11–10 | Debreceni VSE |
| Kaposvári VK                            | 12–8  | KSI SE        |
| UVSE                                    | 5–9   | PVSK          |
| Szentes                                 | 8–14  | Honvéd        |

| 4. forduló                              |       |              |
| Hivatalos mérkőzésnap: 2017. március 8. |       |              |
| PVSK                                    | 10–12 | Honvéd       |
| Debreceni VSE                           | 14–14 | Kaposvári VK |
| KSI SE                                  | 8–12  | Tatabánya    |
| UVSE                                    | 11–9  | Szentes      |

| 5. forduló                               |      |               |
| Hivatalos mérkőzésnap: 2017. március 18. |      |               |
| KSI SE                                   | 7–14 | Honvéd        |
| Tatabánya                                | 7–9  | PVSK          |
| Szentes                                  | 7–12 | Kaposvári VK  |
| UVSE                                     | 6–11 | Debreceni VSE |

| 6. forduló                               |       |           |
| Hivatalos mérkőzésnap: 2017. március 25. |       |           |
| Debreceni VSE                            | 13–13 | Honvéd    |
| Kaposvári VK                             | 8–8   | PVSK      |
| Szentes                                  | 8–6   | Tatabánya |
| UVSE                                     | 12–6  | KSI SE    |

| 7. forduló                               |       |              |
| Hivatalos mérkőzésnap: 2017. március 29. |       |              |
| PVSK                                     | 7–10  | UVSE         |
| Honvéd                                   | 14–6  | Szentes      |
| Debreceni VSE                            | 10–8  | Tatabánya    |
| KSI SE                                   | 13–17 | Kaposvári VK |

| 8. forduló                              |       |               |
| Hivatalos mérkőzésnap: 2017. április 1. |       |               |
| Tatabánya                               | 7–9   | KSI SE        |
| Kaposvári VK                            | 10–8  | Debreceni VSE |
| Szentes                                 | 12–13 | UVSE          |
| Honvéd                                  | 8–5   | PVSK          |

## A bajnokság végeredménye
| #   | Csapat                              | Megjegyzések        |
| --- | ----------------------------------- | ------------------- |
| 1.  | Szolnoki Dózsa-KÖZGÉP (kupagyőztes) | LEN-bajnokok ligája |
| 2.  | ZF-Eger                             | LEN-bajnokok ligája |
| 3.  | A HÍD-OSC-Újbuda                    | LEN-bajnokok ligája |
| 4.  | FTC PQS Waterpolo                   | LEN-Európa-kupa     |
| 5.  | PannErgy-MVLC                       | LEN-Európa-kupa     |
| 6.  | MKB-Euroleasing-BVSC-Zugló          |                     |
| 7.  | Contitech Szeged Diapóló            |                     |
| 8.  | VasasPLAKET                         |                     |
| 9.  | Racionet Honvéd                     |                     |
| 10. | Kaposvári VK                        |                     |
| 11. | Debreceni VSE                       |                     |
| 12. | PVSK-Mecsek Füszért                 |                     |
| 13. | UVSE                                |                     |
| 14. | EBP Tatabánya                       |                     |
| 15. | Metalcom-Szentes                    | Osztályozó          |
| 16. | KSI SE                              | Kiesés az OB I/B-be |

## A góllövőlista élmezőnye
Utolsó frissítés: 2017. október 20., forrás: Magyar Vízilabda-szövetség Archiválva 2019. május 17-i dátummal a Wayback Machine-ben.
|     | Hely | Gól | Játékos            | Csapat                   |
| --- | ---- | --- | ------------------ | ------------------------ |
| 1.  |      | 87  | Varga Dénes        | Szolnoki Dózsa-KÖZGÉP    |
| 2.  |      | 70  | Szivós Márton      | Racionet Honvéd          |
| 3.  |      | 67  | Alex Bowen         | PannErgy-MVLC            |
| 4.  |      | 59  | Sasa Misić         | PannErgy-MVLC            |
| 5.  |      | 53  | Manhercz Krisztián | CONTITECH Szeged DIAPÓLÓ |
| 6.  |      | 53  | Gyárfás Tamás      | Racionet Honvéd          |
| 7.  |      | 52  | Francsics Dániel   | EBP Tatabánya            |
| 8.  |      | 49  | Andrija Prlainović | Szolnoki Dózsa-KÖZGÉP    |
| 9.  |      | 48  | Salamon Ferenc     | A HÍD-OSC-Újbuda         |
| 10. |      | 45  | Vámos Márton       | Szolnoki Dózsa-KÖZGÉP    |